# Champion (film 2002)
Champion (tytuł oryg. Undisputed) – film akcji produkcji amerykańsko-niemieckiej z 2002 roku w reżyserii Waltera Hilla. W rolach głównych wystąpili Wesley Snipes i Ving Rhames. Swoją premierę film miał 23 sierpnia 2002 roku w Stanach Zjednoczonych.
„Champion” zebrał mieszane recenzje od krytyków, podobnie wyglądała jego sytuacja na box office. Produkcja odniosła jedynie sukces w formie sprzedaży direct-to-video. W 2006 roku ukazał się sequel pt. Champion 2, bez obsady aktorów z pierwszej części.

## Fabuła
Źródło.
Film opowiada historię boksera Jamesa „Iceman” Chambersa (Ving Rhames) – mistrza świata w boksie wagi ciężkiej, który został niesłusznie skazany. Trafia do więzienia, gdzie będzie musiał się zmierzyć z panującymi warunkami i z obecnym mistrzem więziennego boksu Monroe Hutchenem (Wesley Snipes).

## Obsada
Źródło.
- Wesley Snipes jako Monroe „Undisputed” Hutchens
- Ving Rhames jako George „Iceman” Chambers
- Peter Falk jako Mendy Ripstein
- Michael Rooker jako A.J. Mercker
- Jon Seda jako Jesus ‘Chuy’ Campos
- Wes Studi jako Mingo Pace
- Fisher Stevens jako Ratbag Dolan
- Master P jako raper grupy Gat Boyz
- Silkk the Shocker jako raper grupy Gat Boyz
- C-Murder jako raper grupy Gat Boyz
- Ed Lover jako Marvin Bonds
- Dayton Callie jako Yank Lewis